# Copper Hill (Virginia)
Copper Hill es un área no incorporada en el Condado de Floyd, Virginia, Estados Unidos.